# أبها
مدينة أبها هي المقر الإداري وعاصمة منطقة عسير جنوب غرب المملكة العربية السعودية وأهم مدنها، حيث يوجد بها مقر الإمارة وفروع الوزارات الرئيسية. تقع على جبال الحجاز ويجاورها من الشرق والشمال الشرقي محافظة خميس مشيط، ومن الشمال الغربي محافظة النماص، ومن جهة الغرب والجنوب الغربي محافظة محايل عسير ومحافظة رجال ألمع. تعتبر مدينة أبها من أهم المصائف والمدن السياحية في المملكة العربية السعودية، بسبب اعتدال مناخها وعلو ارتفاعها عن سطح البحر لذا تسمى أيضاً عروس الجبل كما تسمى سيدة الضباب وكذلك أبها البهية لما تتميز به من جمال الطبيعة.

## التسمية
قال حمد الجاسر: "لم يرد اسم هذه البلدة فيما اطلعت عليه من المؤلفات المشهورة، التي تعرضت للحديث عن عمران المدن، وتحديد مواقع المواضع، باعتبارها من المدن القديمة، وعدم ورود اسمها لا ينفي قِدَمَها. وقد يكون أقدم نصٍّ ورد فيه ذكرها هو ما جاء في كتاب (صفة جزيرة العرب) للهمداني الذي عاش عشرين عاماً من آخر القرن الثالث الهجري وبقية حياته في القرن الرابع. ويرى بعض الباحثين أن مدينة أبها كانت تسمى في الماضي القديم باسم (إيفا)، وهو الموقع الذي كانت تحمل منه إبل بلقيس ملكة سبأ الهدايا إلى النبي سليمان. حيث كانت هذه المدينة منذ القدم مركزاً تجارياً مهماً وإلى ذلك فإن صلة هذه المدينة بالتاريخ تتجلى في مظاهر الأبنية القديمة والقلاع التي توجد بها والتي يعود عمر بعضها إلى مئات السنين. كما أن المدينة كانت فيما مضى تعتبر من أهم الأسواق التي يجتمع فيها سكان المنطقة من جبال الحجاز وسهول تهامة، وهي تعد أحد قرى قبيلة عسير القديمة.

## الموقع والسطح
تبلغ مساحة أبها حوالي 5100 هكتار وترتفع عن سطح البحر بما لا يقل عن 2200 متر، وهي تشغل منطقة أشبه ما تكون بالحوض إذ تحيط بها الجبال من أغلب الجهات ما عدا الجهة الشمالية والشمالية الشرقية حيث تقع محافظة خميس مشيط.

## المناخ
مناخ مدينة أبها بارد ويستقبل الأمطار بشكل يومي في الربيع وبشكل أسبوعي في فصل الصيف لا سيما ان مدينة أبها مدينة مرتفعة على قمة سلسلة جبال الحجاز، ومدينة أبها مخلوقة لتحمل الأمطار فمناخها يكون معتدل صيفاً شديد البرودة شتاءً.. مناخ أبها قد يصل إلى الـ40°م كحد أقصى في فترة الصيف وقد يصل إلى 0° و -1° في فصل الشتاء.. تستقبل أبها التيارات الدافئة القادمة من المحيط الأطلسي لإفريقيا ثم للبحر الأحمر ثم يتجه إلى أبها ويزود أبها بهواء دافئ لكلاً من الفصلين الربيع والصيف، وتستقبل في فصل الشتاء رياح موسمية قادمة من روسيا عابرة لبحر القزوين مزودًا أبها تيارات باردة ثم يمر للخليج العربي متجهاً للجنوب يتقابل مع تيارات المحيط الهندي القادمة من شرق إيران إلى غربها تغير في اتجاهه لتصدم في آخر المطاف غرب سلسلة جبال الحجاز.
| البيانات المناخية لـمدينة أبها                                                          | البيانات المناخية لـمدينة أبها | البيانات المناخية لـمدينة أبها | البيانات المناخية لـمدينة أبها | البيانات المناخية لـمدينة أبها | البيانات المناخية لـمدينة أبها | البيانات المناخية لـمدينة أبها | البيانات المناخية لـمدينة أبها | البيانات المناخية لـمدينة أبها | البيانات المناخية لـمدينة أبها | البيانات المناخية لـمدينة أبها | البيانات المناخية لـمدينة أبها | البيانات المناخية لـمدينة أبها | البيانات المناخية لـمدينة أبها |
| الشهر                                                                                   | يناير                          | فبراير                         | مارس                           | أبريل                          | مايو                           | يونيو                          | يوليو                          | أغسطس                          | سبتمبر                         | أكتوبر                         | نوفمبر                         | ديسمبر                         | المعدل السنوي                  |
| --------------------------------------------------------------------------------------- | ------------------------------ | ------------------------------ | ------------------------------ | ------------------------------ | ------------------------------ | ------------------------------ | ------------------------------ | ------------------------------ | ------------------------------ | ------------------------------ | ------------------------------ | ------------------------------ | ------------------------------ |
| الدرجة القصوى °م (°ف)                                                                   | 31 (88)                        | 31 (88)                        | 34 (93)                        | 34 (93)                        | 38 (100)                       | 37 (99)                        | 39 (102)                       | 40 (104)                       | 38 (100)                       | 34 (93)                        | 33 (91)                        | 30 (86)                        | 40 (104)                       |
| متوسط درجة الحرارة الكبرى °م (°ف)                                                       | 18.6 (65.5)                    | 19.3 (66.7)                    | 21.3 (70.3)                    | 24.1 (75.4)                    | 26.6 (79.9)                    | 29.7 (85.5)                    | 28.6 (83.5)                    | 28.4 (83.1)                    | 27.6 (81.7)                    | 24.3 (75.7)                    | 21.4 (70.5)                    | 19.2 (66.6)                    | 24.1 (75.4)                    |
| المتوسط اليومي °م (°ف)                                                                  | 12.7 (54.9)                    | 13.4 (56.1)                    | 15.5 (59.9)                    | 17.5 (63.5)                    | 19.8 (67.6)                    | 22.4 (72.3)                    | 22.1 (71.8)                    | 22.2 (72.0)                    | 20.2 (68.4)                    | 17.1 (62.8)                    | 14.4 (57.9)                    | 12.5 (54.5)                    | 17.5 (63.5)                    |
| متوسط درجة الحرارة الصغرى °م (°ف)                                                       | 6.8 (44.2)                     | 7.6 (45.7)                     | 9.8 (49.6)                     | 11 (52)                        | 13 (55)                        | 15.1 (59.2)                    | 15.6 (60.1)                    | 16 (61)                        | 12.8 (55.0)                    | 9.9 (49.8)                     | 7.4 (45.3)                     | 5.8 (42.4)                     | 10.9 (51.6)                    |
| أدنى درجة حرارة °م (°ف)                                                                 | 0 (32)                         | −1 (30)                        | −1 (30)                        | 1 (34)                         | 4 (39)                         | 9 (48)                         | 7 (45)                         | 7 (45)                         | 7 (45)                         | 0 (32)                         | 1 (34)                         | −2 (28)                        | −2 (28)                        |
| الهطول مم (إنش)                                                                         | 18 (0.7)                       | 46 (1.8)                       | 59 (2.3)                       | 59 (2.3)                       | 18 (0.7)                       | 5 (0.2)                        | 19 (0.7)                       | 32 (1.3)                       | 6 (0.2)                        | 2 (0.1)                        | 7 (0.3)                        | 7 (0.3)                        | 278 (10.9)                     |
| متوسط الأيام الممطرة                                                                    | 2                              | 2                              | 3                              | 4                              | 4                              | 2                              | 3                              | 4                              | 1                              | 1                              | 1                              | 1                              | 28                             |
| ساعات سطوع الشمس اليومية                                                                | 7                              | 8                              | 8                              | 9                              | 9                              | 8                              | 7                              | 7                              | 9                              | 9                              | 9                              | 8                              | 8                              |
| المصدر #1: Climate-Data.org, altitude 2241m, Weather2Travel for rainy days and sunshine |                                |                                |                                |                                |                                |                                |                                |                                |                                |                                |                                |                                |                                |
| المصدر #2: Voodoo Skies for record temperatures                                         |                                |                                |                                |                                |                                |                                |                                |                                |                                |                                |                                |                                |                                |

## الزراعة
مدينة أبها تتميز بمناخ معتدل، وهي مرتفعة أيضًا بمعدل كبير عن مستوى سطح البحر، ونظرًا إلى هذه الطبيعة المناخية والأرضية المناسبة للزراعة التي تتمتع بها أبها؛ فهناك تنوع كبير في المحاصيل الزراعية مثل الذرة الرفيعة والذرة الشامية والرمان والعنب والتفاح والمشمش والليمون والفراولة والخوخ والتين والبرشومي.
تتمتع مدينة أبها بشكل عام بمناخ متميز وطبيعة أرضية خصبة صالحة لزراعة المحاصيل الموسمية والدائمة بشكل متنوع، الأمر الذي جعلها واحدة من أهم المراكز الزراعية داخل المملكة.
ونظرًا إلى مدى جودة المحاصيل الزراعية في عسير سواء الفواكه مثل التوت والخوخ والمشمش والعنب والرمان أو الحبوب مثل الذرة الشامية والذرة الرفيعة والقمح والشعير والعدس وزراعة البرسيم؛ فإن هذه المزروعات والفواكه تعتبر عامل جذب هام للسياح وعامل جذب لطلبات التصدير أيضًا، وبالتالي الحصول على أعلى عائد عبر تصدير تلك المحاصيل. مما جعل وزارة الزراعة السعودية تسعى لجعل هذه المنطقة الأكثر وفرة من حيث زراعة المحاصيل الزراعية التي تحتاجها البلاد.

## السكان
تعداد السعودية 2022

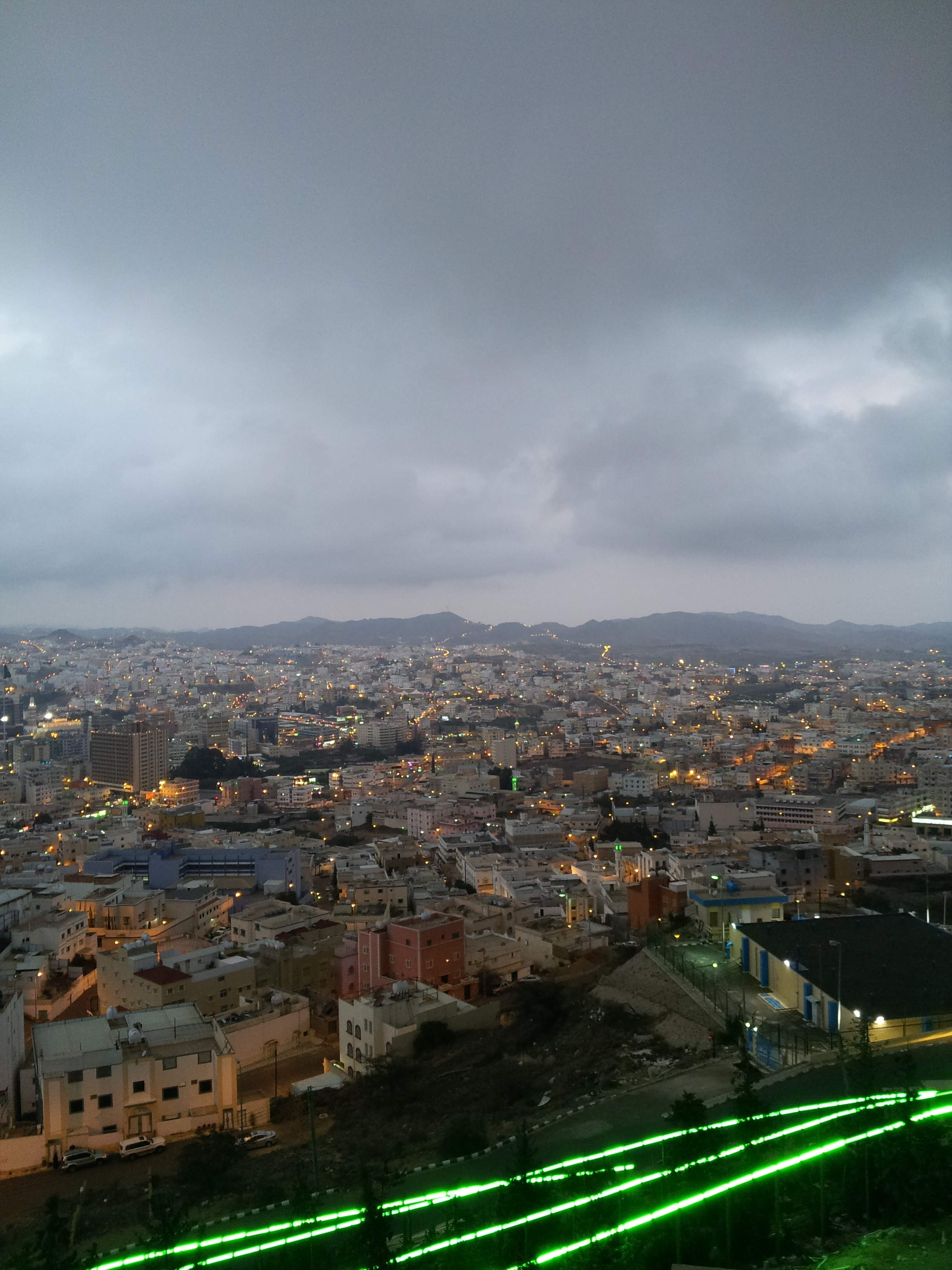
منظر من أعلى الجبل الأخضر

بلغ عدد سكان مدينة أبها (422,243) نسمة حسب إحصائيات تعداد السعودية 2022. عدد السعوديين (286,376) نسمة، وغير السعوديين (135,867).
قُدر عدد سكان مدينة أبها ما يقارب المليون أي 758957 نسمة بحسب تقديرات عام (2018). وهي أكثر مدينة فتية في المملكة بحسب تقرير صادر عن مصلحة الإحصاءات العامة والمعلومات في المملكة حيث تصل نسبة عدد سكانها الشباب إلى 87% من مجموع سكان مدينة أبها. يوجد أغلب السكان في مدينة أبها ويتوزع الباقون على الضواحي والقرى والمراكز التابعة لمدينة أبها. يزاول سكان القرى أنشطة الزراعة والرعي ويعمل عدد منهم في قطاعات المهن الحكومة المختلفة وشركات القطاع الخاص. ويفضل عدد كبير من سكان مدينة أبها قضاء عطلات نهاية الأسبوع وبقية العطلات الأخرى كالأعياد خارج مدينتهم وذلك في القرى والمناطق الريفية الهادئة في جبال تهامة وجبال الحجاز.

## التعليم
تم افتتاح جامعة الملك خالد في أبها عام 1419هـ. وتضم 52 كلية علمية وأدبية وتعتبر جامعة الملك خالد من أكبر الجامعات في المملكة العربية السعودية من حيث عدد الطلاب والطالبات المنتسبين إليها حيث يصل إلى حوالي 85000 طالب وطالبة أيضا يوجد العديد من الكليات المتخصصة الكلية التقنية بأبها وجامعة الفيصل وكلية الأمير سلطان لعلوم السياحة والإدارة وعدد من المعاهد الأهلية التابعة للقطاع الخاص.

## أبها والمشاريع المستقبلية
- مشروع تطوير وسط مدينة أبها :

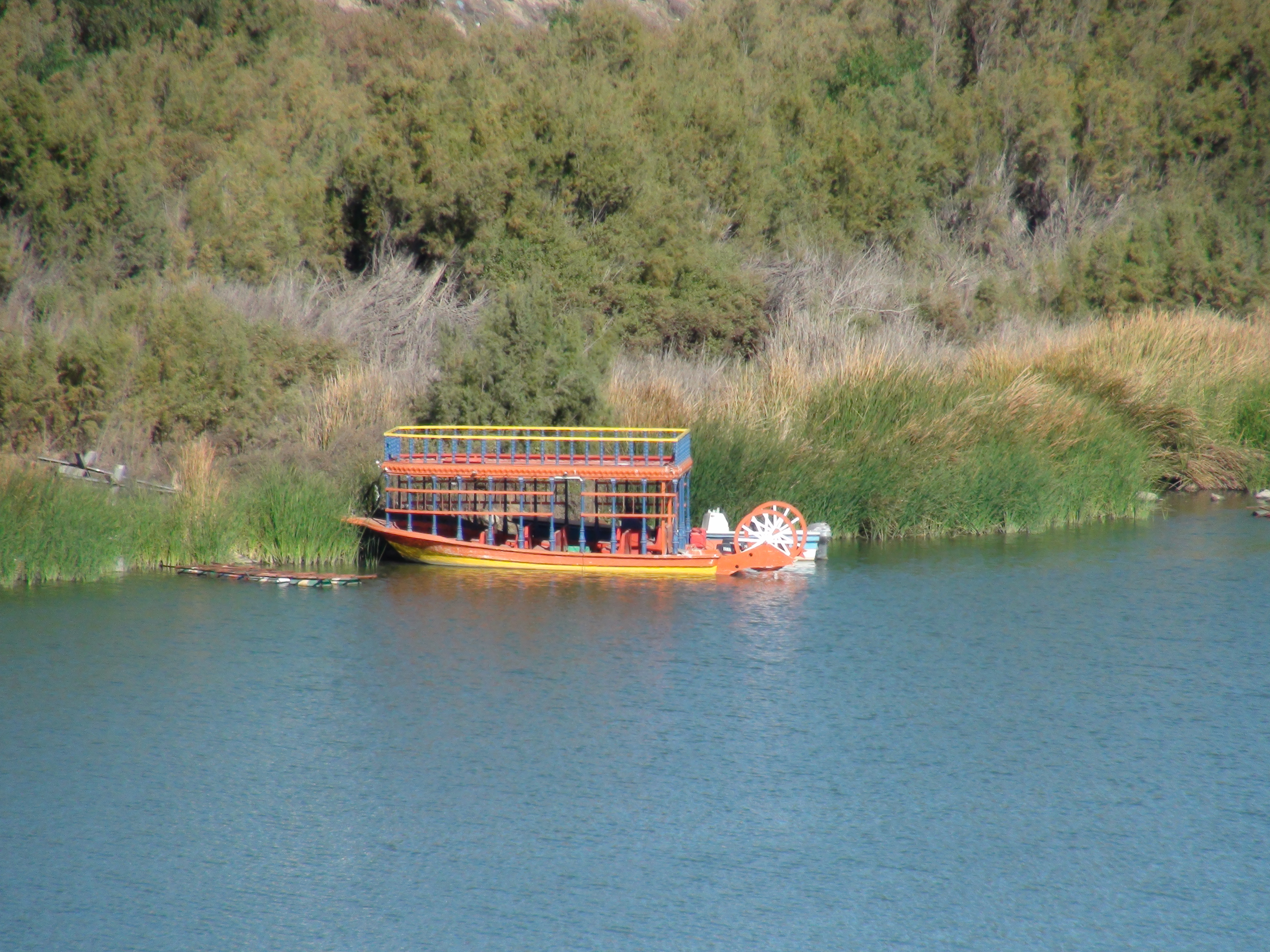
قارب صغير قرب سد أبها

- سيتم تطوير المنطقة المحاذية لوادي أبها بمشاريع تطويرية منها أنشاء مشاريع سياحية وتخطيط شوارع إضافية لتخدم المنطقة المركزية بأبها.[10]
- مدينة الملك فيصل الطبية
- المدينة الصناعية بعسير:
- سيتم إنشاء 1000 مصنع منها 100 مصنع للصناعات الثقيلة و 400 مصنع للصناعات المتوسطة و 500 مصنع للصناعات الصغيرة على مساحة تقدر بنحو 13 مليون متر مربع باستثمارات تصل إلى نحو 70 مليار ريال.
- المدينة الجامعية لجامعة الملك خالد
- جامعة أبها للعلوم التطبيقية:
- تم وضع حجر الأساس لإنشاء كلية للهندسة التطبيقية والتكنولوجيا كمرحلة أولى برأس مال يقرب من 600 مليون ريال، تضم أقسام هندسة الاتصالات وهندسة الحاسبات الآلية وهندسة الشبكات والهندسة الحيوية الطبية والهندسة التطبيقية وستمنح تلك الكليات شهادة البكالوريوس في الهندسة كمرحلة أولى ثم تطور لمنح درجات الماجستير والدكتوراة ومن المخطط أن تمتلك هذه الجامعة مجموعة من المستثمرين السعوديين من داخل منطقة عسير أو خارجها.
- جامعة الفيصل.
- كلية ابن رشد للعلوم الإدارية (جامعة الأمير سلطان سابقًا) وهي جامعة من النوع (الخاص) وهي متخصصة في مجال الفندقة ومجال السياحة والإدارة.
- مطار أبها الدولي الجديد.
- مشروع قمم السودة التي تنفذه شركة السودة للتطوير.
- مشروع وادي أبها.

## السياحة

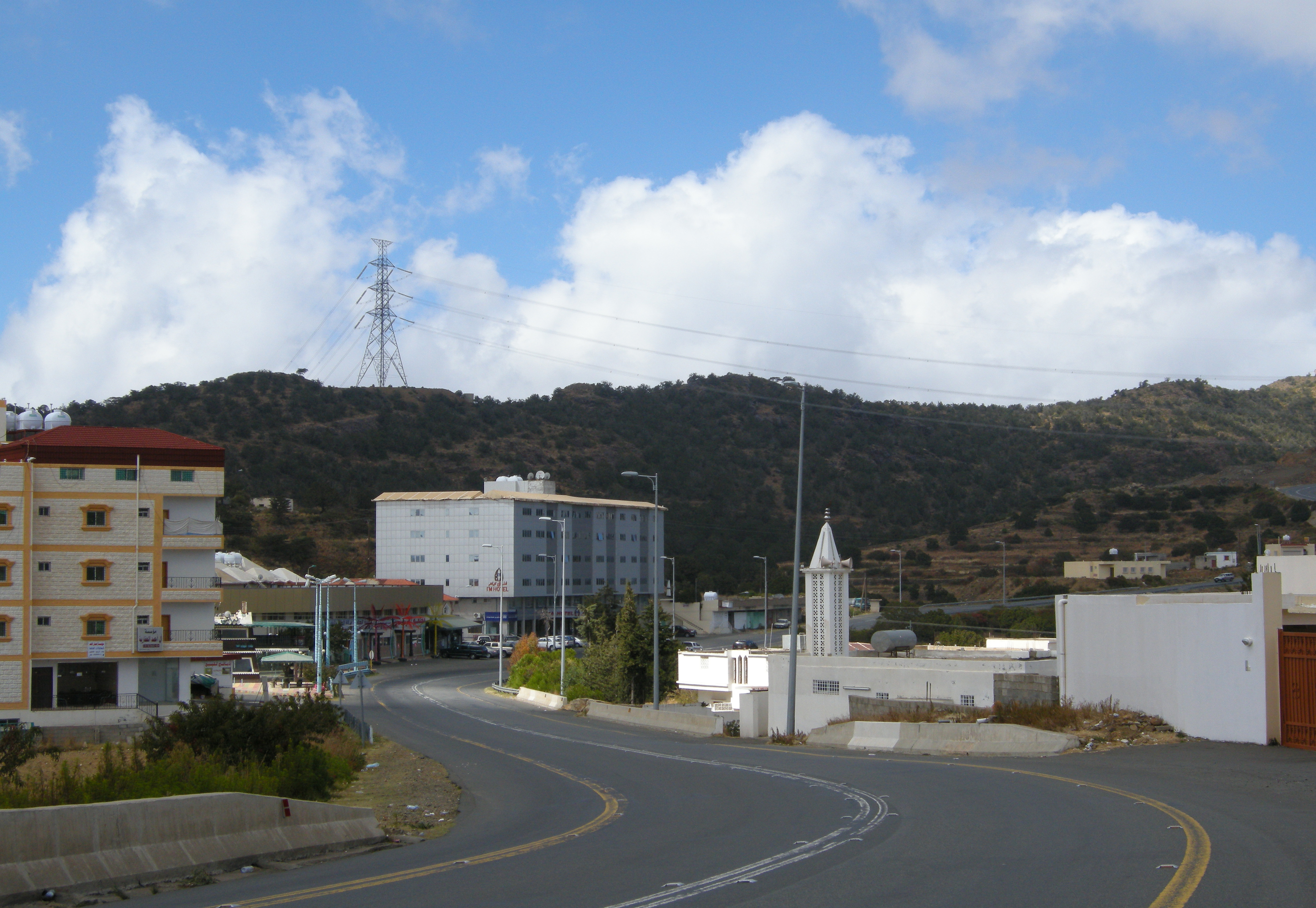

يوجد في مدينة أبها العديد من المعالم الأثرية التي تعزز من قيمتها كواجهة سياحية وأثرية تاريخية مهمة، مثل القلاع الأثرية والتاريخية التي تنتشر في أنحاء مدينة أبها مثل: قلعة أبو خيال الأثرية وقلعة شمسان وقلعة الدقل التاريخية وكذلك يجد السائح فيها عدد من الأماكن التاريخية، ما بين متحف ألمع للتراث وقرية المفتاحة ومركز الملك فهد الثقافي وقصر الملحة وقصر شدا الأثري، إلى جانب الأسواق الشعبية التي حافظت أمانة أبها عليها، وأبرزها سوق الثلاثاء وسوق ربوع آل يزيد وسوق سبت بني رزام، وسوق الجمعة - الواديين - والتي يتمكن فيها الزائر من شراء التحف والتذكارات والأزياء الشعبية، كما يوجد العديد من المتنزهات التي تتميز بجمالها وبتوفر الخدمات فيها

## المراكز الإدارية التابعة لمدينة أبها
يتبع مدينة أبها العديد من المراكز الإدارية المرتبطة بديوان الإمارة في أبها مباشرة وهي:
- مركز مدينة سلطان (حجلا)
- مركز السودة
- مركز شعف شهران (المسقي)
- مركز طبب
- مركز باحة ربيعة
- مركز بللحمر
- مركز بللسمر (عسير)
- محافظة تنومة
- مركز تمنية (تمنيه)
- مركز شعار
- مركز مربة
- محافظة المجاردة

## أبرز معالم أبها

### منتزه السودة

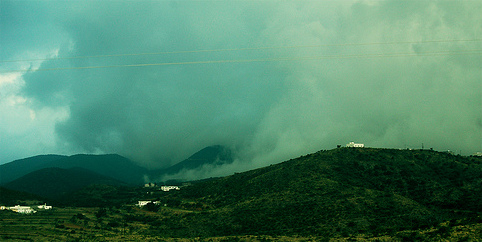
السودة

يقع في قرية السودة شمال غرب مدينة أبها، ويوجد به جبل السودة أعلى قمة جبلية في السعودية وشبه الجزيرة العربية، ويصل ارتفاعه إلى ما يزيد عن 3 آلاف متر عن مستوى سطح البحر. ويعد المنتزه أجمل منتزهات المملكة العربية السعودية، حيث تنتشر في الجبل أشجار العرعر وشجيرات الشت وغيرها من النباتات البرية كالغبيراء والبعيثران ذات الرائحة الزكية. وتغطي أشجار الآرار الداكنة كل أنحاء جبل السودة إلى جانب الغيوم التي تظهر في الآفق في أغلب الأوقات، كما يعد موقعاً لمسابقة الطيران الشراعي، التي تُعقد كل صيف.

### سد أبها

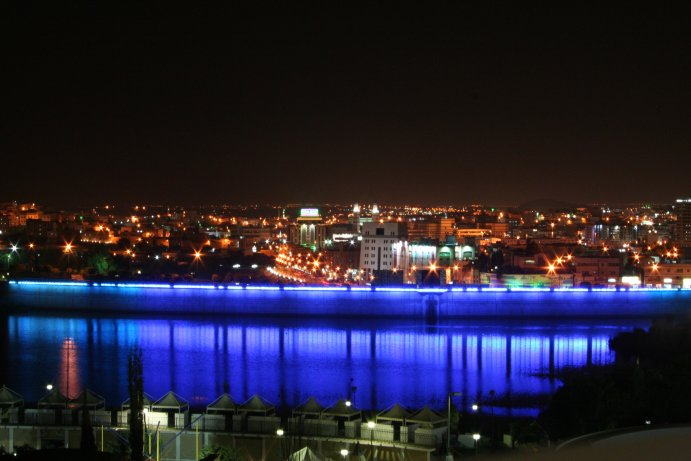
سد أبها

سد أبها يقع في الطرف الغربي لمدينة أبها ويهدف إنشاء هذا السد لحجز مياه الأمطار والسيول في وادي أبها للمحافظة عليها وتوفير مياه الشرب لمدينة أبها وسكان الوادي، افتُتح في عام 1974م.
يعد سد أبها معلماً سياحياً، ورافداً اقتصادياً هاماً، وتعد بحيرة سد أبها من أجمل وجهات السياحة في أبها حيث تعج المنطقة المحيطة بها بالحدائق، والجلسات العائلية، ذات الإطلالة الرائعة على بحيرة سد أبها.

### مدينة أبها الجديدة
تقع في منطقة أبها الجديدة غرب مدينة أبها ويتميز بوجود فندق قصر أبها والفلل السكنية الفاخرة العربات المعلقة ومدينة الألعاب.

### منتزه أبو خيال
يقع على طريق الملك عبد العزيز (الطريق الدائري) في مدينة أبها.

### منتزه الجبل الأخضر السياحي

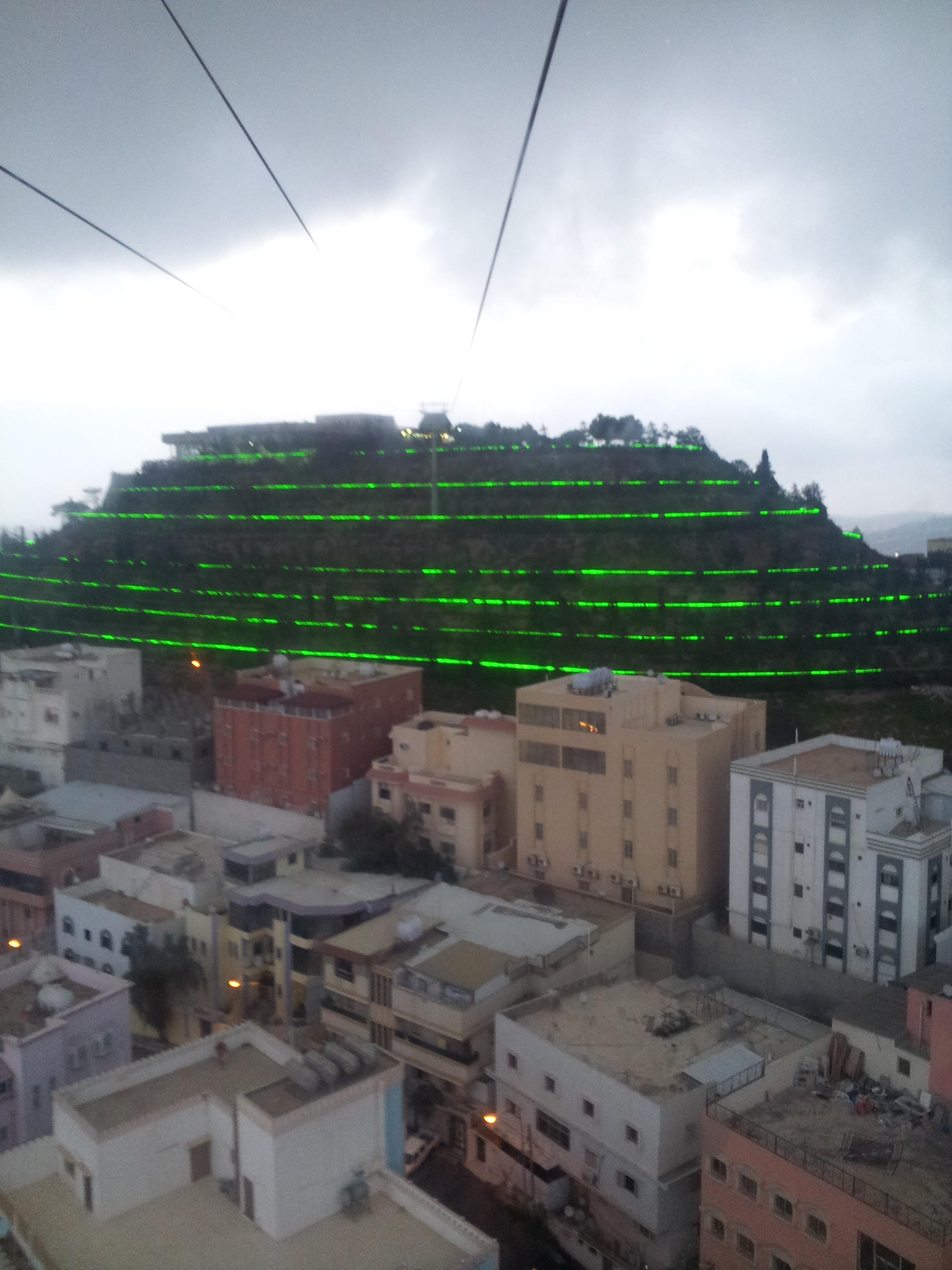
تلفريك الجبل الأخضر

يقع على قمة جبل ذرة في وسط مدينة أبها وهو أعلى نقطة في المدينة حيث يمكن رؤية جميع أنحاء المدينة من هذا المنتزه، أطلق عليه هذا الاسم، نتيجة أنه يتم زراعته على شكل مدرجات، حيث يتم إضاءتها ليلاً، فيشع منه اللون الأخضر المبهر. الجبل الأخضر يعد من أهم عوامل الجذب السياحي داخل مدينة أبها، حيث تم تزويده بالمرافق السياحية، من مطاعم، وفنادق، كما يوجد به محطة للتلفريك.

### منتزه الحبلة
منتزه الحبلة يبعد حوالي 50 كيلومتر عن مدينة أبها و 40 كيلومتراً عن مدينة خميس مشيط. ويقع في قرية الحبلة، وهي قرية تراثية وأثرية، وتعد من أهم وجهات السياحة في أبها التاريخية. سميت بهذا الاسم لأن وسيلة الانتقال منها وإليها كانت عن طريق الحبال، كذلك يُطلق عليها القرية المُعلقة؛ لموقعها أسفل جرف صخري الذي ينحدر لحوالي 300م من حافة جبال السروات الشاهقة الارتفاع، والذي يتجاوز الألفي متر عن سطح البحر؛ مما يمنحها وضعية معينة، وكأنها معلقة. ويكمن سر شهرة قرية الحبلة السياحية هو جمال بيوتها بأبوأبها الخشبية العتيقة، وانتشار المطاعم والمقاهي على إمتداد طرقات القرية، وكذلك رحلة الوصول إليها عبر عربات التلفريك.

### قرية المفتاحة
قرية المفتاحة، هي قرية سياحية وثقافية، كان موقع القرية قديماً عبارة عن حي سكني يضم مجموعة من المباني التقليدية المتلاصقة جنباً إلى جنب، ولكن مع مرور الوقت هجرها سكانها وتداعت مبانيها؛ فتم إقامة قرية حديثة على نفس طراز القرية القديمة، وهي القرية المعروفة باسم قرية المفتاحة. تضم قرية المفتاحة العديد من الفعاليات الخاصة بالفنون التراثية، والتشكيلية، وعددًا من المراكز الثقافية والتراثية مثل مسرح وقصر المفتاحة، ومسرح للأطفال، ومركز الإعلام، ومركز الملك فهد الثقافي، ومجموعة من المتاجر والاسواق، التي تعرض المنتجات والمصنوعات اليدوية، وكذلك تضم القرية صالات لعرض اللوحات الفنية. ويقع بالقرب منها سوق شعبي قديم تعرض فيه مختلف السلع التراثية والغذائية والملابس ونحوها يسمى بسوق الثلاثاء نسبةً إلى الموعد الذي كان يقام فيه قديمًا وهو يوم الثلاثاء من كل أسبوع.

### قلعة شمسان

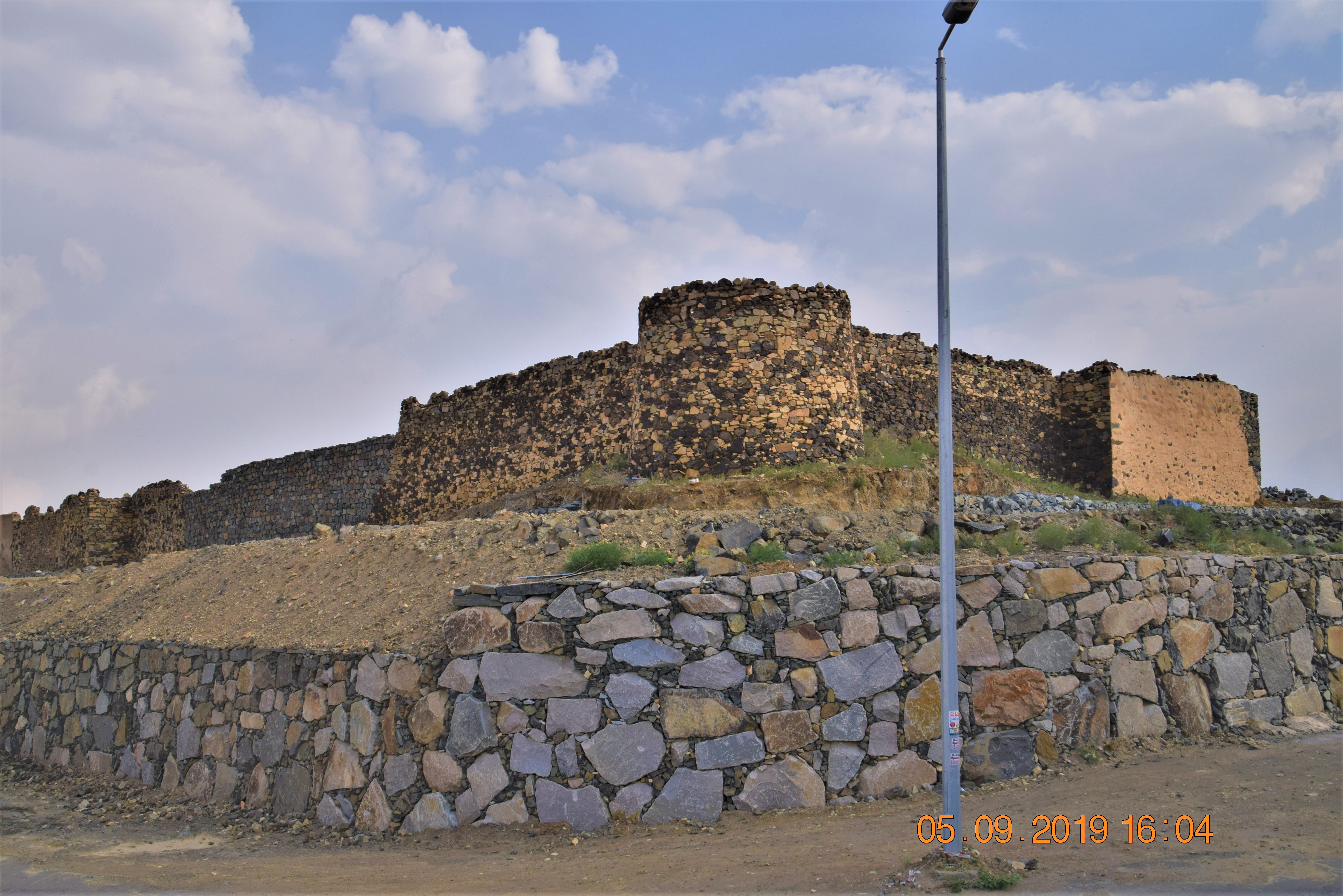
قلعة شمسان

تعد قلعة شمسان من أقدم وأهم معالم أبها التاريخية، تقع القلعة عند قاعدة جبل متوسط الارتفاع يبلغ طولة 90 متر وعرضة 50 متر وهي عبارة عن مبنى مستطيل الشكل، يتكون من مدخل رئيسي، وثلاثة أبراج دفاعية في ثلاث زوايا فقط بينما المعتاد أن يكون عدد الأبراج أربعه في كل زاوية ويلحظ أن كل برج يختلف عن الأبراج الأخرى من ناحية الشكل المعماري ومن الملفت أن نمط البناء مشيد بألواح حجرية ماتزال قائمة حتى الآن، كما يوجد في داخل القلعة فناء مستطيل تفتح عليه كافة الغرف والمرافق. جدران القلعة لاتزال موجودة حتى الآن، ويوجد بها أبواب رئيسية مغلقة.

### قصر شدا

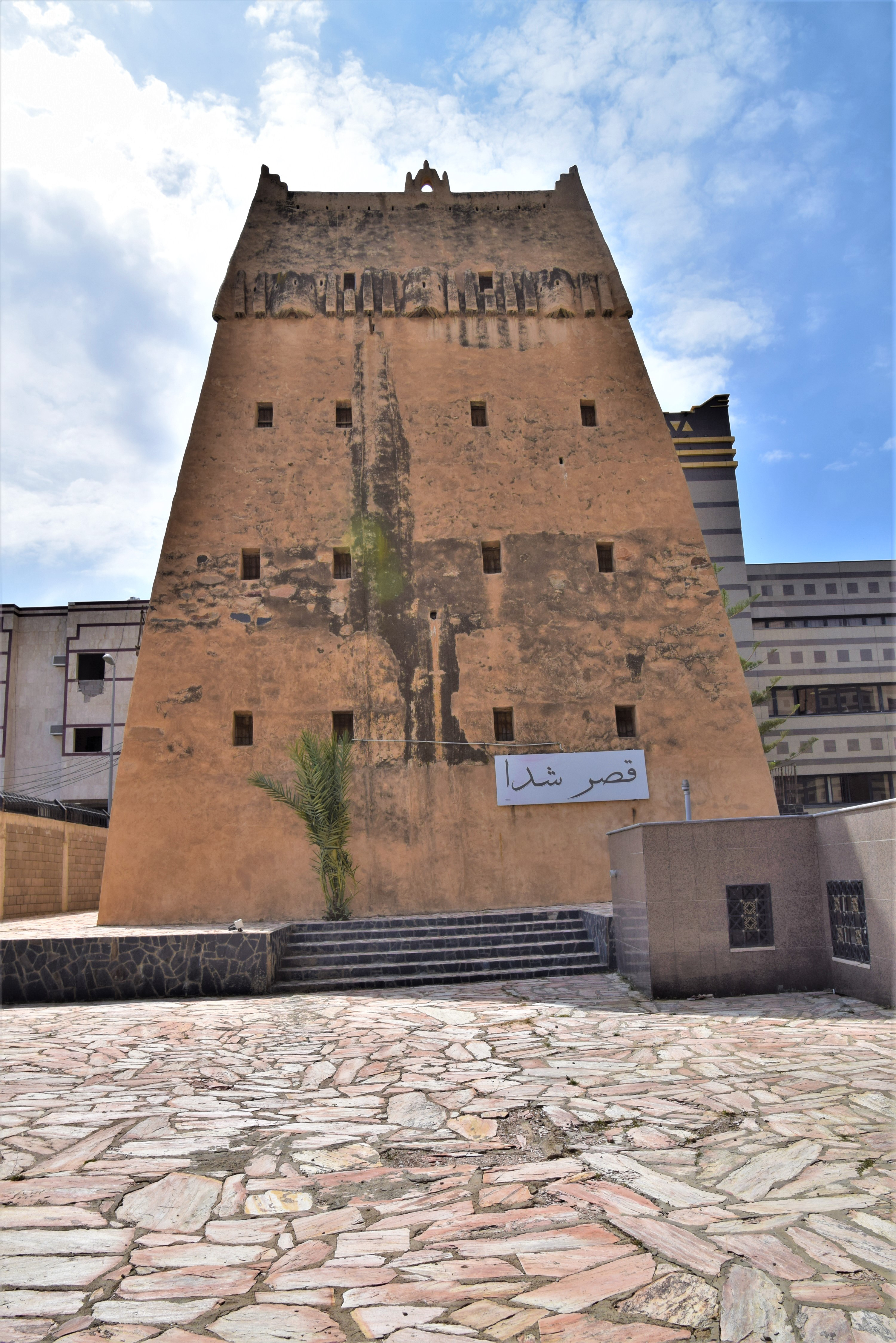
قصر شدا

قصر شدا يطلق عليه كذلك «القصر الأبيض» ويعد من أبرز معالم السياحة في أبها التاريخية، حيث كان قديماً مقر للإمارة بمنطقة عسير، ولكن تم تحويله لمتحف للموروثات الشعبية. بني قصر شدا عام 1927م. أمر ببناءه الملك عبد العزيز، ويمتاز قصر شدا بهندسته المعمارية الفخمة، التي تشبه إلى حد كبير المباني المحلية في المنطقة. يتألف قصر شدا من أربعة أدوار، وتزينه من الخارج مجموعة من الحليات الزخرفية. المتحف الموجود داخل القصر، يضم العديد من المخطوطات، والمسكوكات، والأدوات المنزلية، ومجموعة من الصور الفوتوغرافية لمدينة أبها في الماضي.

## معرض الصور

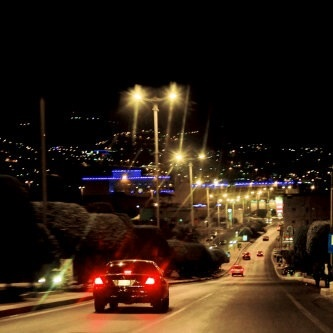
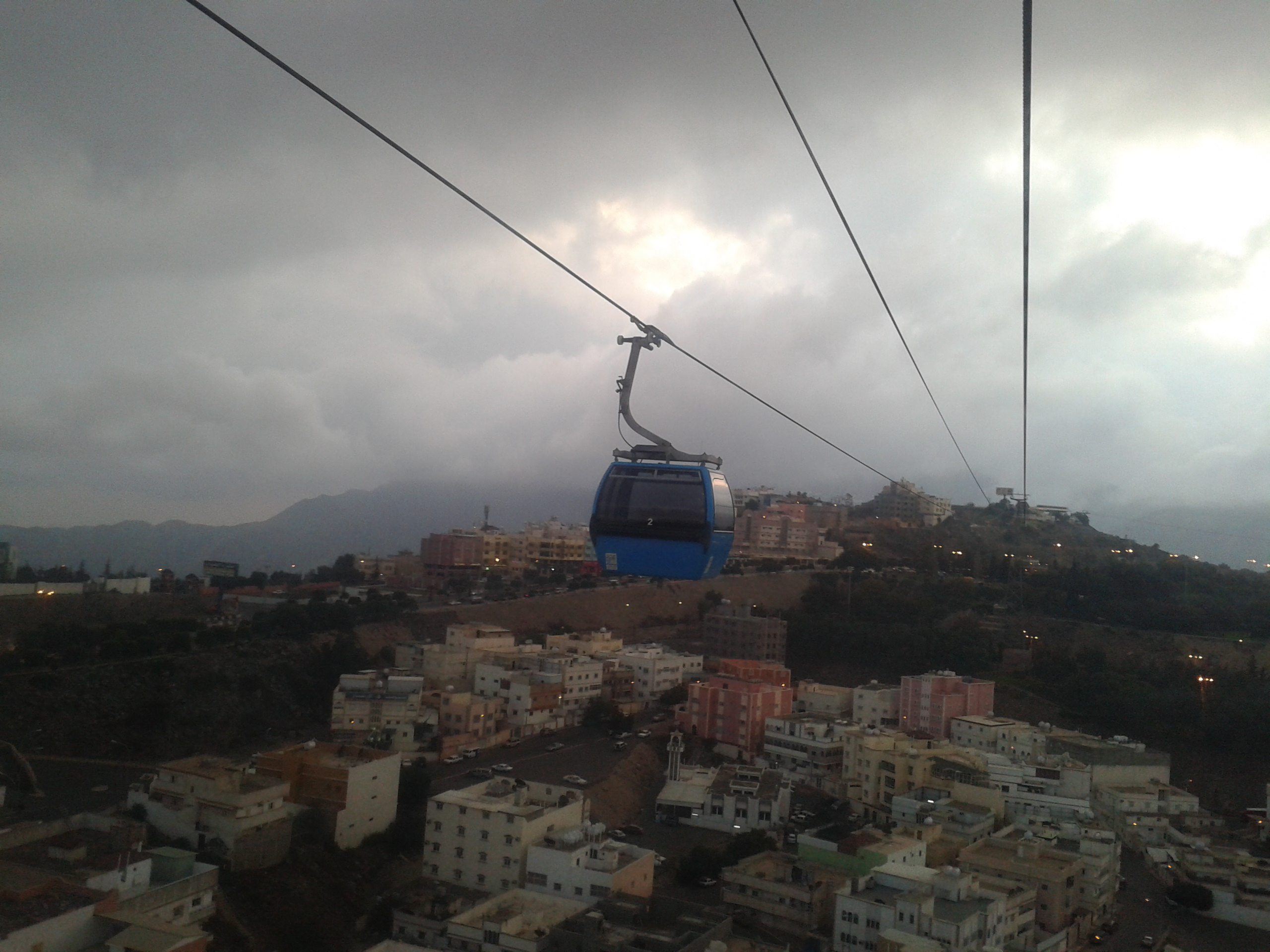
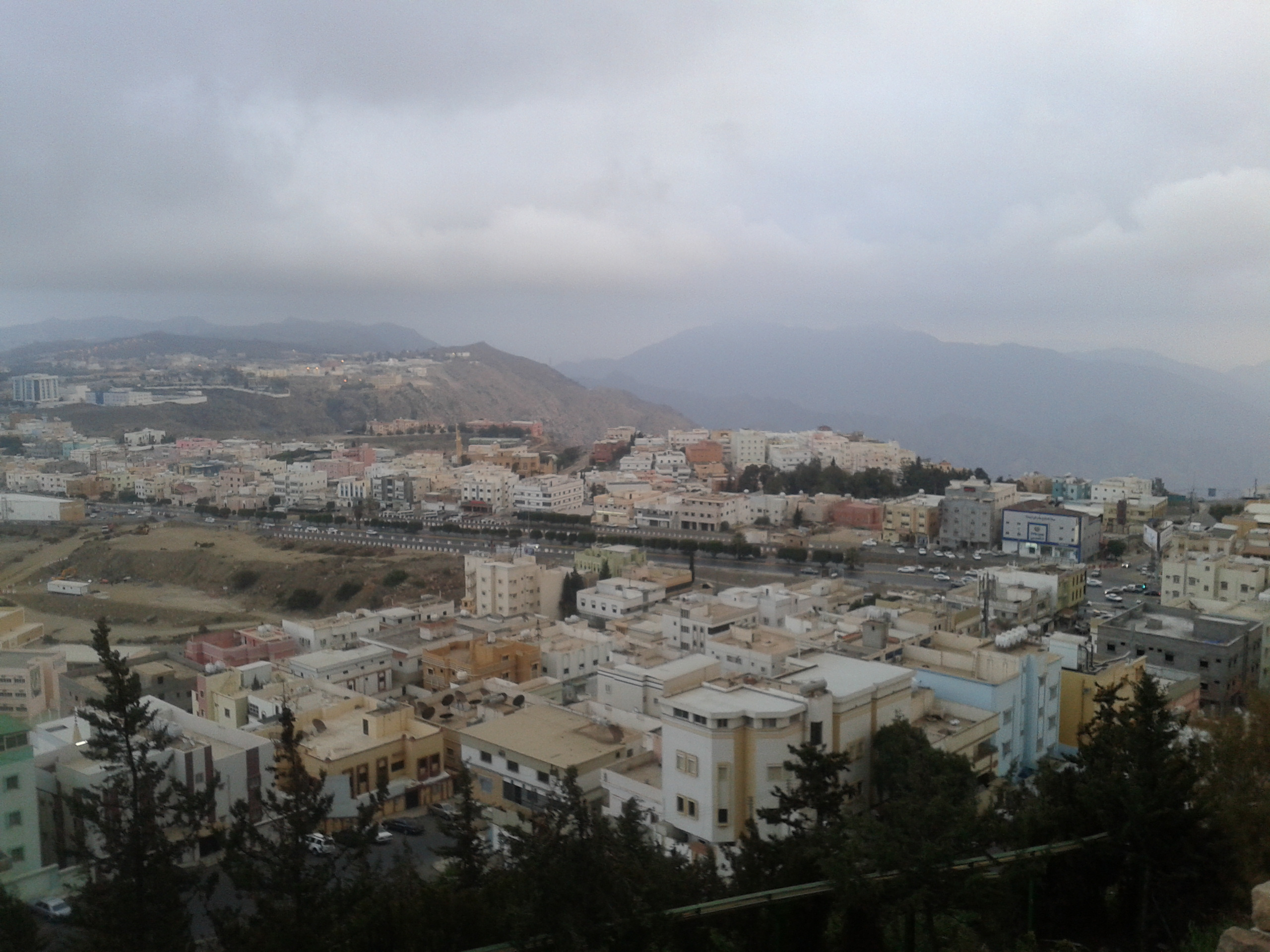
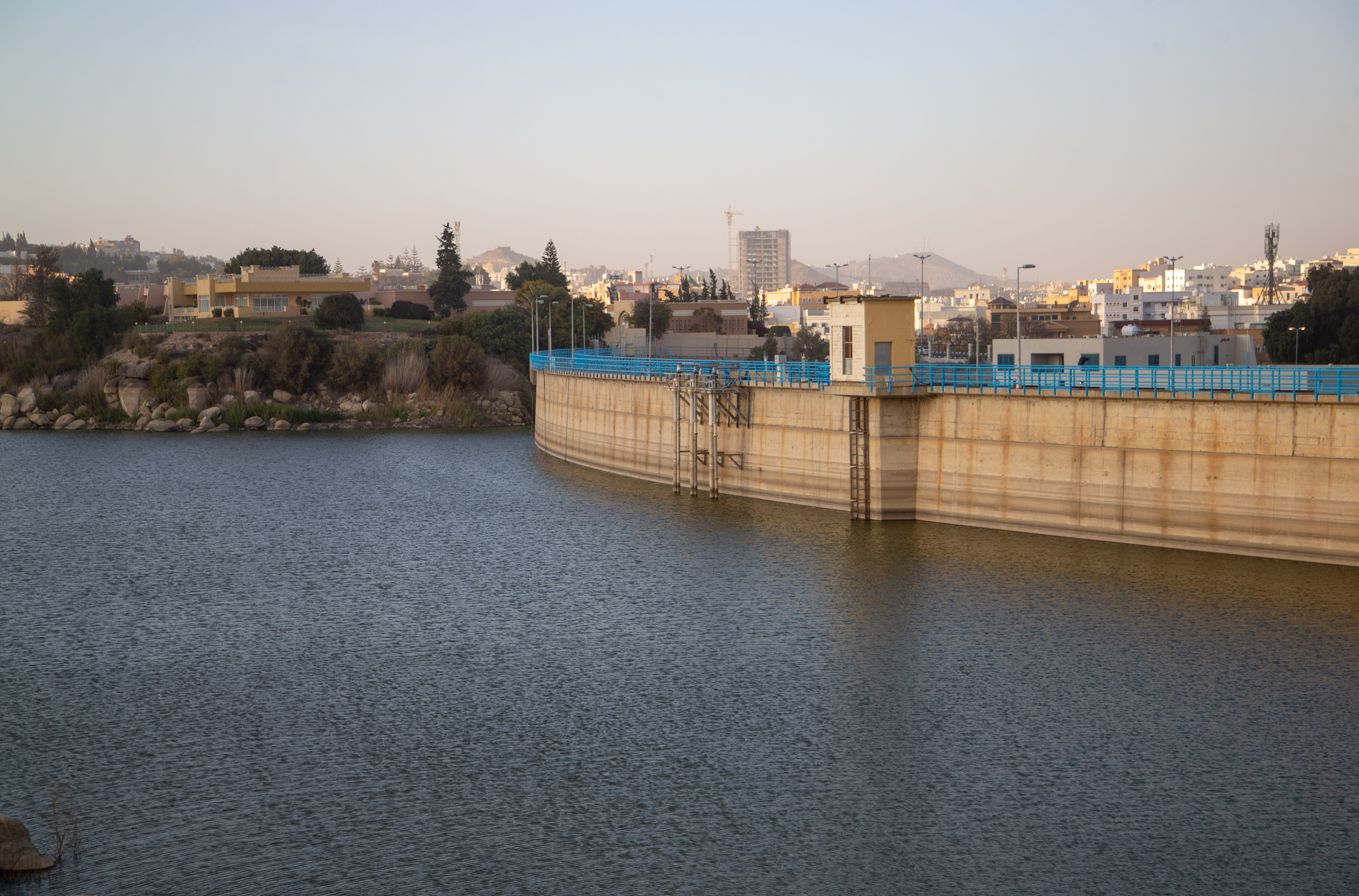
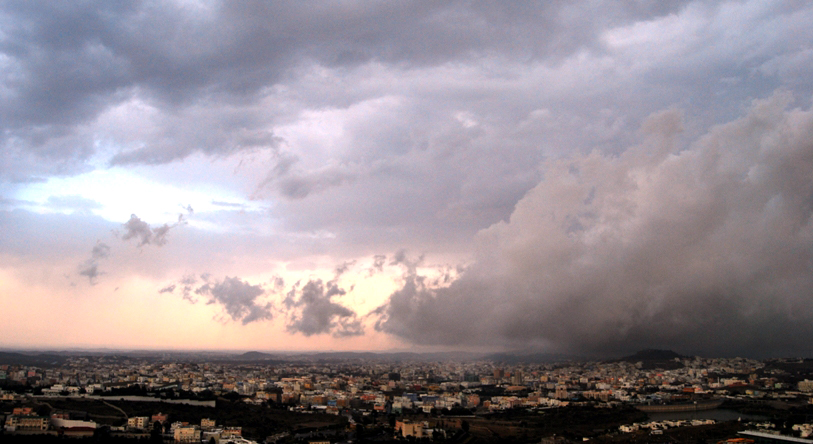
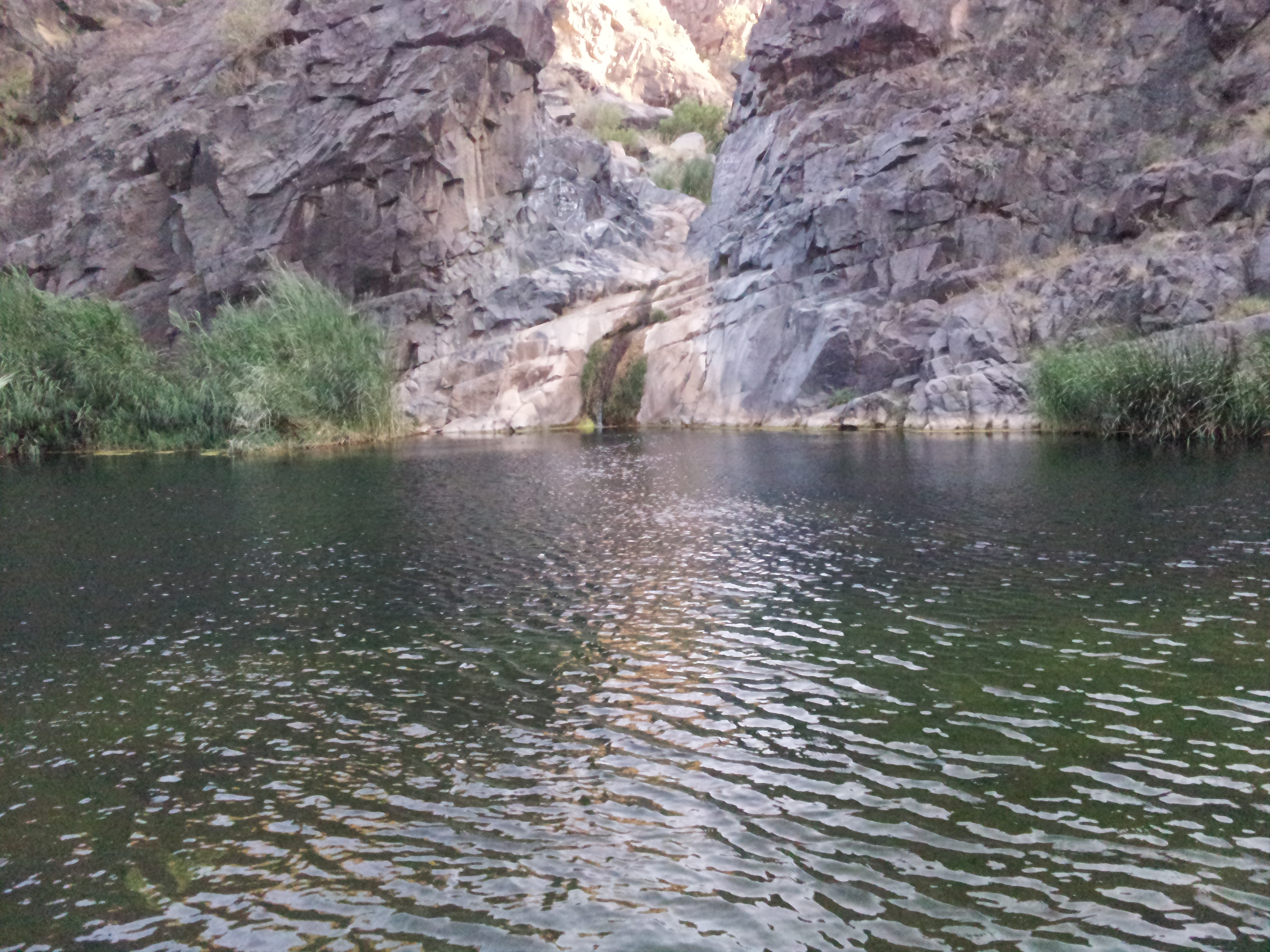
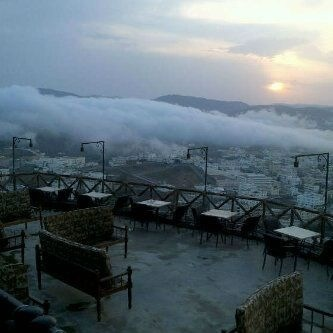
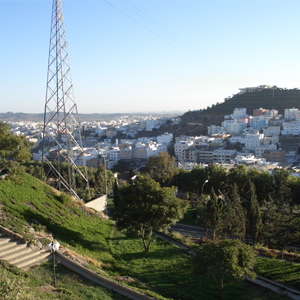
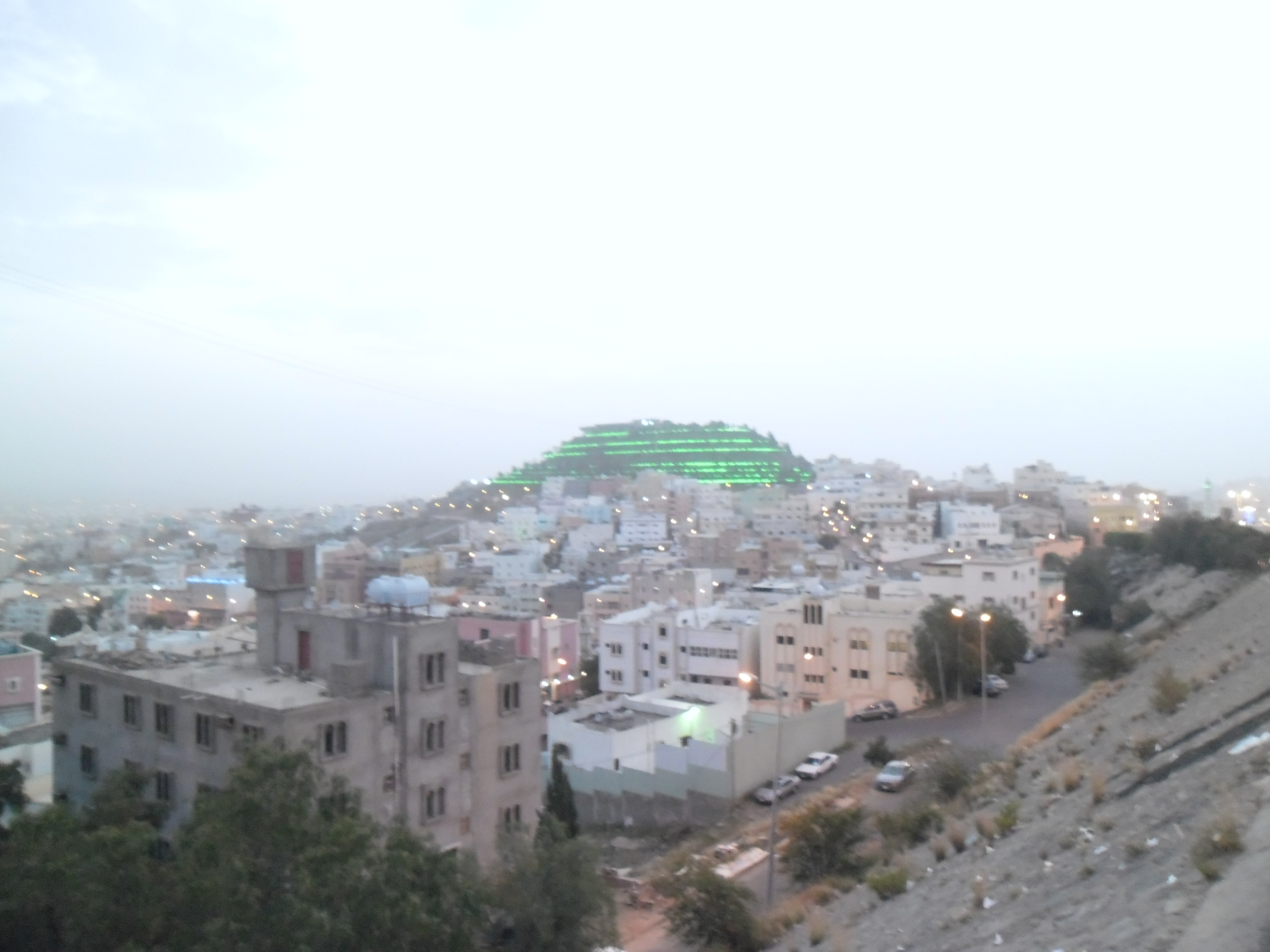
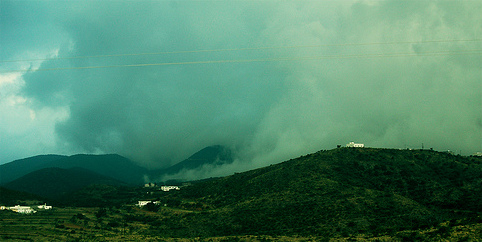
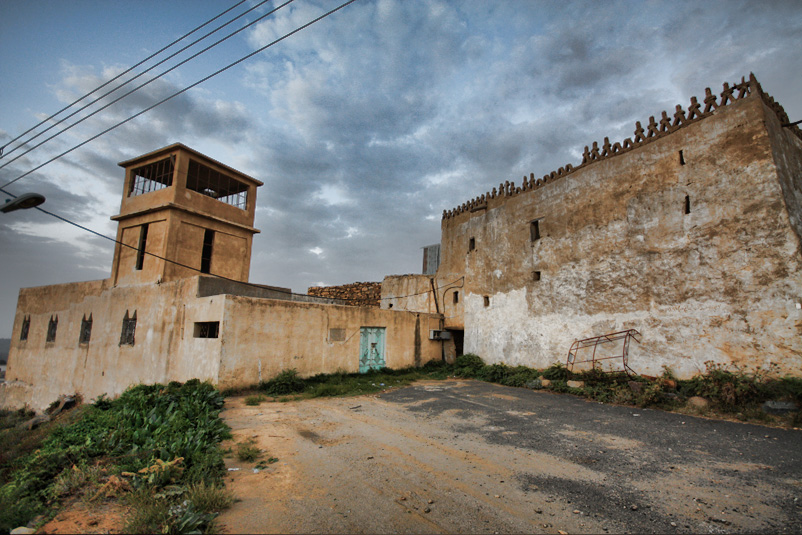
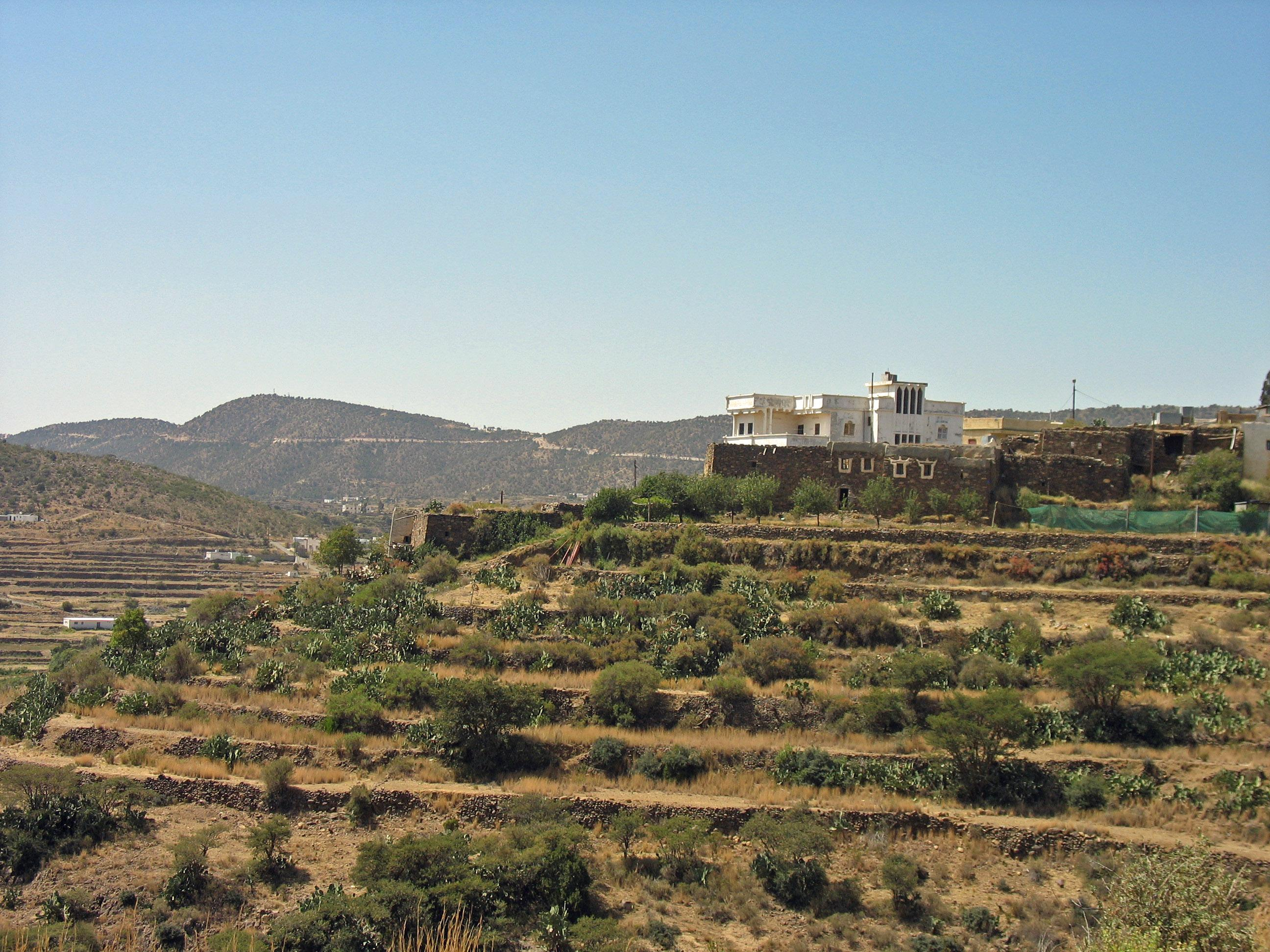
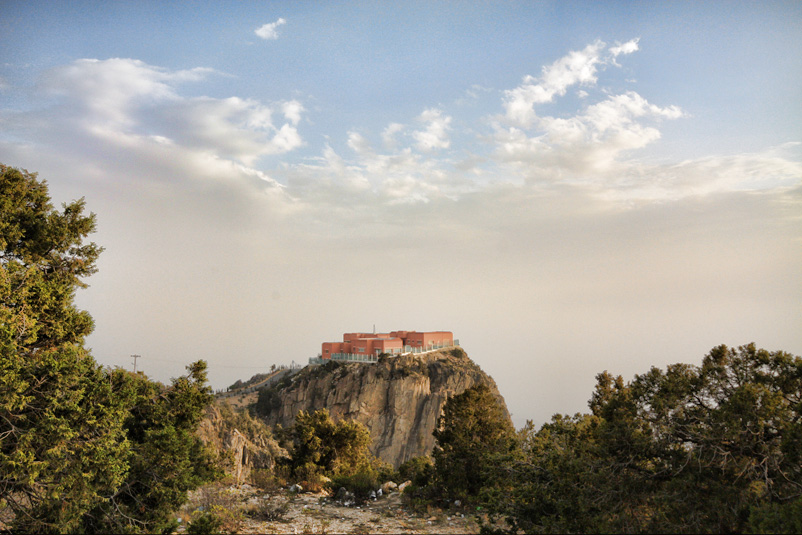
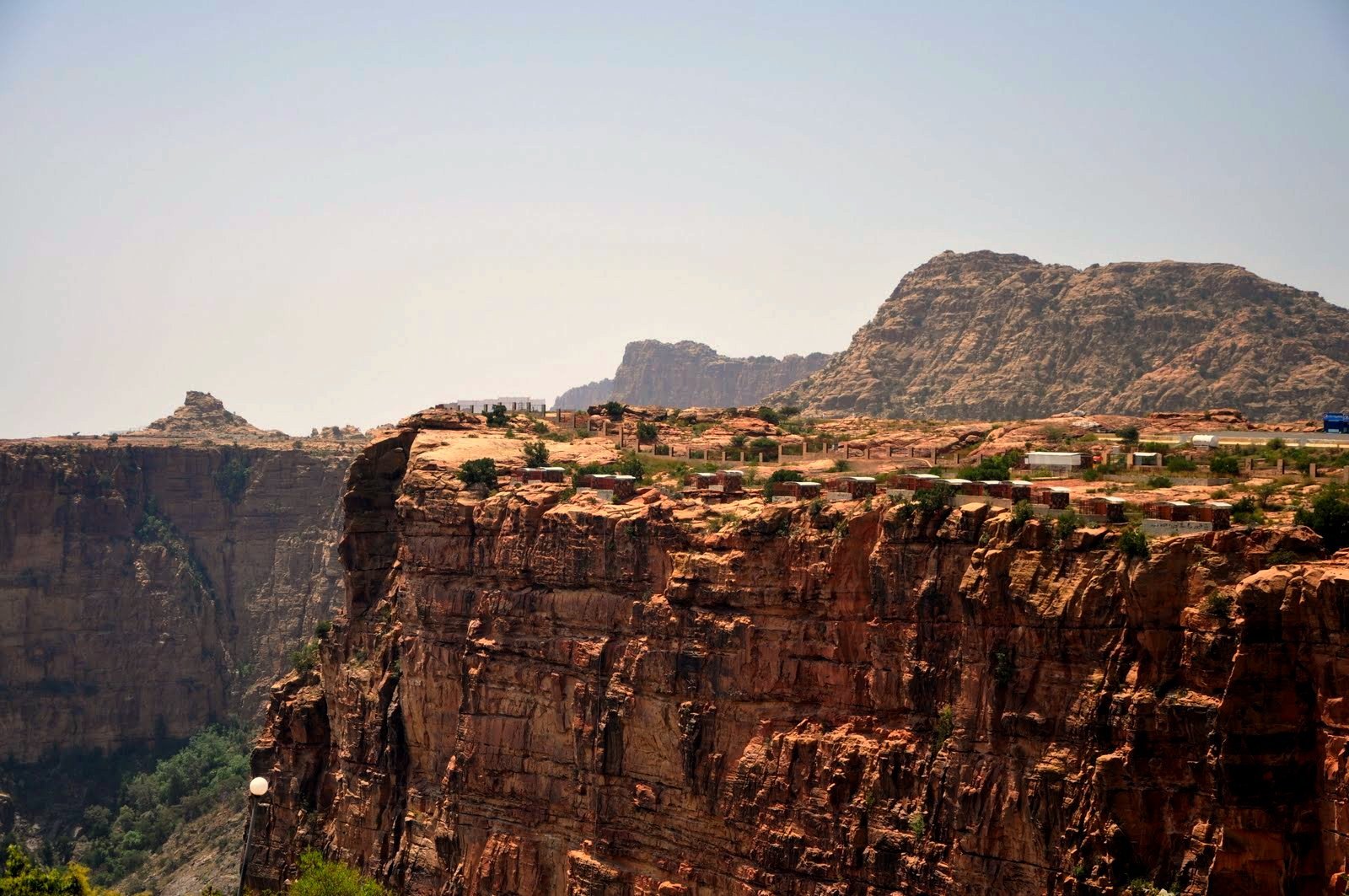

## وصلات خارجية
- الموسوعة العربية (أبها).